# Luxemburgs voetbalelftal in 2002
Het Luxemburgs voetbalelftal speelde in totaal acht interlands in het jaar 2002, waaronder twee wedstrijden in de kwalificatiereeks voor de EK-eindronde 2004 in Portugal. De ploeg stond voor het eerste jaar onder leiding van de Deense oud-international Allan Simonsen. Middenvelder Manuel Cardoni was de enige speler die in 2002 in alle acht duels in actie kwam, van de eerste tot en met de laatste minuut. Op de FIFA-wereldranglijst zakte Luxemburg in 2002 van de 145ste (januari 2002) naar de 148ste plaats (december 2002).

## Balans
| Wedstrijden | Wedstrijden | Wedstrijden | Wedstrijden | Doelpunten | Doelpunten | Doelpunten | Punten |
| Gespeeld    | Winst       | Gelijk      | Verlies     | Voor       | Tegen      | Saldo      | Punten |
| ----------- | ----------- | ----------- | ----------- | ---------- | ---------- | ---------- | ------ |
| 8           | 0           | 3           | 5           | 3          | 22         | –19        | 0,375  |

## Interlands
|                                                        |           |       |         |                                                                                      |
| 13 februari Vriendschappelijk № 442 «onderlinge duels» | Luxemburg | 0 – 0 | Albanië | Stade Josy Barthel, Luxemburg Toeschouwers: 1.300 Scheidsrechter: René Rogalla (SUI) |
| 13 februari Vriendschappelijk № 442 «onderlinge duels» |           |       |         | Stade Josy Barthel, Luxemburg Toeschouwers: 1.300 Scheidsrechter: René Rogalla (SUI) |

|                                                     |           |                                                             |         |                                                                                       |
| 27 maart Vriendschappelijk № 443 «onderlinge duels» | Luxemburg | 0 – 3                                                       | Letland | Stade Josy Barthel, Luxemburg Toeschouwers: 1.300 Scheidsrechter: Wolfgang Sowa (AUT) |
| 27 maart Vriendschappelijk № 443 «onderlinge duels» |           | 22' Andrejs Rubins 59' Juris Laizans 72' Māris Verpakovskis |         | Stade Josy Barthel, Luxemburg Toeschouwers: 1.300 Scheidsrechter: Wolfgang Sowa (AUT) |

|                                                               |                                                            |       |                                                               |                                                                                            |
| 17 april Vriendschappelijk № 444 «onderlinge duels» 20:00 uur | Luxemburg                                                  | 3 – 3 | Liechtenstein                                                 | Stade Alphonse Theis, Hesperange Toeschouwers: onbekend Scheidsrechter: Jan Wegereef (NED) |
| 17 april Vriendschappelijk № 444 «onderlinge duels» 20:00 uur | Jeff Strasser 39' Marcel Christophe 69' Manuel Cardoni 83' |       | 6' Martin Stocklasa 26' Martin Stocklasa 38' Martin Stocklasa | Stade Alphonse Theis, Hesperange Toeschouwers: onbekend Scheidsrechter: Jan Wegereef (NED) |

|                                                        |           |                                          |         |                                                                                         |
| 21 augustus Vriendschappelijk № 445 «onderlinge duels» | Luxemburg | 0 – 2                                    | Marokko | Stade Josy Barthel, Luxemburg Toeschouwers: 1.654 Scheidsrechter: Edgar Steinborn (GER) |
| 21 augustus Vriendschappelijk № 445 «onderlinge duels» |           | 71' Mohamed Jabrane 85' Nouredine Kacimi |         | Stade Josy Barthel, Luxemburg Toeschouwers: 1.654 Scheidsrechter: Edgar Steinborn (GER) |

|                                                        |           |                                                                              |        |                                                                                       |
| 5 september Vriendschappelijk № 446 «onderlinge duels» | Luxemburg | 0 – 5                                                                        | Israël | Stade Josy Barthel, Luxemburg Toeschouwers: 1.354 Scheidsrechter: Paul Allaerts (BEL) |
| 5 september Vriendschappelijk № 446 «onderlinge duels» |           | 1' Kfir Udi 24' Walid Badir 68' Kfir Udi 79' Adoram Keisy 85' Yossi Benayoun |        | Stade Josy Barthel, Luxemburg Toeschouwers: 1.354 Scheidsrechter: Paul Allaerts (BEL) |

|                                                               |                                            |       |           |                                                                           |
| 12 oktober EK-kwalificatie № 447 «onderlinge duels» 18:15 uur | Denemarken                                 | 2 – 0 | Luxemburg | Parken, Kopenhagen Toeschouwers: 40.300 Scheidsrechter: Ferenc Bede (HUN) |
| 12 oktober EK-kwalificatie № 447 «onderlinge duels» 18:15 uur | Jon Dahl Tomasson 52' (pen.) Ebbe Sand 72' |       |           | Parken, Kopenhagen Toeschouwers: 40.300 Scheidsrechter: Ferenc Bede (HUN) |

|                                                               |           | |          |                                                                                       |
| 16 oktober EK-kwalificatie № 448 «onderlinge duels» 20:00 uur | Luxemburg | 0 – 7 | Roemenië | Stade Josy Barthel, Luxemburg Toeschouwers: 2.100 Scheidsrechter: Romans Lajuks (LAT) |
| 16 oktober EK-kwalificatie № 448 «onderlinge duels» 20:00 uur |           | 2' Viorel Moldovan 5' Viorel Moldovan 24' Mirel Rădoi 45' Cosmin Contra 47' Cosmin Contra 80' Tiberiu Ghioane 87' Cosmin Contra |          | Stade Josy Barthel, Luxemburg Toeschouwers: 2.100 Scheidsrechter: Romans Lajuks (LAT) |

|                                                        |           |       |            |                                                                                           |
| 20 november Vriendschappelijk № 449 «onderlinge duels» | Luxemburg | 0 – 0 | Kaapverdië | Stade Alphonse Theis, Hesperange Toeschouwers: 2.750 Scheidsrechter: Damien Ledentu (FRA) |
| 20 november Vriendschappelijk № 449 «onderlinge duels» |           |       |            | Stade Alphonse Theis, Hesperange Toeschouwers: 2.750 Scheidsrechter: Damien Ledentu (FRA) |

## FIFA-wereldranglijst
| JAN | FEB | MAR | APR | MEI | JUN | JUL | AUG | SEP | OKT | NOV | DEC |
| --- | --- | --- | --- | --- | --- | --- | --- | --- | --- | --- | --- |
| 145 | 145 | 145 | 146 | 145 | 145 | 145 | 145 | 147 | 148 | 148 | 148 |

## Statistieken
| Stéphane Gillet   | 1977-08-20 | Paris Saint-Germain B | 5 | 0 | 0 | 12 | 0 |
| Alija Bešić       | 1975-03-30 | Union Luxembourg      | 3 | 0 | 0 | 11 | 0 |
| Verdediging       |            |                       |   |   |   |    |   |
| Jeff Strasser     | 1974-10-05 | Borussia M'gladbach   | 6 | 0 | 1 | 48 | 2 |
| Eric Hoffmann     | 1984-06-21 | Etzella Ettelbruck    | 5 | 1 | 0 | 6  | 0 |
| Ralph Ferron      | 1972-05-13 | Etzella Ettelbruck    | 4 | 0 | 0 | 26 | 0 |
| Manou Schauls     | 1972-02-13 | Jeunesse Esch         | 4 | 0 | 0 | 19 | 0 |
| Paul Bollendorff  | 1980-06-25 | FC Münsingen          | 3 | 0 | 0 | 3  | 0 |
| Claude Reiter     | 1981-07-02 | Union Luxembourg      | 3 | 0 | 0 | 9  | 0 |
| Nico Funck        | 1972-10-17 | UN Käerjeng 97        | 2 | 1 | 0 | 17 | 0 |
| Jean Vanek        | 1969-01-19 | F91 Dudelange         | 1 | 1 | 0 | 35 | 2 |
| Ben Federspiel    | 1981-05-18 | Etzella Ettelbruck    | 1 | 0 | 0 | 1  | 0 |
| Sacha Rohmann     | 1980-08-03 | Jeunesse Esch         | 0 | 1 | 0 | 2  | 0 |
| Middenveld        |            |                       |   |   |   |    |   |
| Manuel Cardoni    | 1972-09-22 | Jeunesse Esch         | 8 | 0 | 1 | 56 | 4 |
| Alphonse Leweck   | 1981-12-16 | Etzella Ettelbruck    | 7 | 1 | 0 | 8  | 0 |
| Frank Deville     | 1970-08-12 | F91 Dudelange         | 7 | 0 | 0 | 35 | 0 |
| Luc Holtz         | 1969-06-14 | Etzella Ettelbruck    | 7 | 0 | 0 | 55 | 1 |
| Sébastien Rémy    | 1974-04-16 | F91 Dudelange         | 5 | 0 | 0 | 5  | 0 |
| Sacha Schneider   | 1972-06-23 | Jeunesse Esch         | 2 | 4 | 0 | 25 | 1 |
| Sven di Domenico  | 1982-03-15 | Swift Hesperange      | 2 | 3 | 0 | 5  | 0 |
| René Peters       | 1981-06-15 | Swift Hesperange      | 2 | 0 | 0 | 15 | 1 |
| Gregory Molitor   | 1980-03-12 | Avenir Beggen         | 1 | 0 | 0 | 1  | 0 |
| Claudio da Luz    | 1979-05-27 | Avenir Beggen         | 0 | 1 | 0 | 1  | 0 |
| Patrick Posing    | 1971-09-09 | Etzella Ettelbruck    | 0 | 1 | 0 | 26 | 0 |
| Aanval            |            |                       |   |   |   |    |   |
| Marcel Christophe | 1974-08-19 | FC Mondercange        | 5 | 1 | 1 | 23 | 3 |
| Gordon Braun      | 1977-07-25 | Jeunesse Esch         | 3 | 2 | 0 | 18 | 0 |
| Daniel Huss       | 1979-10-08 | CS Grevenmacher       | 2 | 5 | 0 | 19 | 0 |

FLF · A-internationals · Bondscoaches · Statistieken · Luxemburgs vrouwenelftal · Luxemburg U21 · Luxemburg U19 · Luxemburg U18 · Luxemburg U17 · Luxemburg U16
1911 – 1919 ·
1920 – 1929 ·
1930 – 1939 ·
1940 – 1949 ·
1950 – 1959 ·
1960 – 1969 ·
1970 – 1979 ·
1980 – 1989 ·
1990 – 1999 ·
2000 – 2009 ·
2010 – 2019 ·
2020 − 2029
OS 1920 · 
OS 1924 · 
OS 1928 · 
OS 1936 · 
OS 1948 · 
OS 1952
1911 · 
1912 · 
1913 · 
1914 · 
1915 · 1916 · 1917 · 1918 · 1919 · 
1920 · 
1921 · 1922 · 1923 · 
1924 · 
1925 · 1926 · 
1927 · 
1928 · 
1929 · 1930 · 1931 · 1932 · 1933 · 
1934 · 
1935 · 
1936 · 
1937 · 
1938 · 
1939 · 
1940 · 
1941 · 1942 · 1943 · 1944 · 
1945 · 
1946 · 
1947 · 
1948 · 
1949 · 
1950 · 
1952 · 
1952 · 
1953 · 
1954 · 
1955 · 
1956 · 
1957 · 
1958 · 
1959 · 
1960 · 
1961 · 
1962 · 
1963 · 
1964 · 
1965 · 
1966 · 
1967 · 
1968 · 
1969 · 
1970 · 
1971 · 
1972 · 
1973 · 
1974 · 
1975 · 
1976 · 
1977 · 
1978 · 
1979 · 
1980 · 
1981 · 
1982 · 
1983 · 
1984 · 
1985 · 
1986 · 
1987 · 
1988 · 
1989 · 
1990 · 
1991 · 
1992 · 
1993 · 
1994 · 
1995 · 
1996 · 
1997 · 
1998 · 
1999 · 
2000 · 
2001 · 
2002 · 
2003 · 
2004 · 
2005 · 
2006 · 
2007 · 
2008 · 
2009 · 
2010 · 
2011 · 
2012 · 
2013 · 
2014 · 
2015 ·
2016 ·
2017 ·
2018 ·
2019 ·
2020 ·
2021
Afghanistan ·
Albanië ·
Algerije ·
Armenië ·
Azerbeidzjan ·
België ·
Bosnië en Herzegovina ·
Brazilië ·
Bulgarije ·
Canada ·
Cyprus ·
DDR ·
Denemarken ·
(West-)Duitsland ·
Egypte ·
Engeland ·
Estland ·
Faeröer ·
Finland ·
Frankrijk ·
Gambia ·
Georgië ·
Griekenland ·
Hongarije ·
Ierland ·
IJsland ·
Israël ·
Italië ·
Japan ·
Joegoslavië ·
Kaapverdië ·
Kameroen ·
Kazachstan ·
Letland ·
Liechtenstein ·
Litouwen ·
Madagaskar ·
Malta ·
Marokko ·
Mexico ·
Moldavië ·
Montenegro ·
Myanmar ·
Nederland ·
Nigeria ·
Noord-Ierland ·
Noord-Macedonië ·
Noorwegen ·
Oekraïne ·
Oostenrijk ·
Polen ·
Portugal ·
Qatar ·
Roemenië ·
Rusland ·
San Marino ·
Saoedi-Arabië ·
Schotland ·
Senegal ·
Servië ·
Servië en Montenegro ·
Slovenië ·
Slowakije ·
Sovjet-Unie ·
Spanje ·
Thailand ·
Togo ·
Tsjechië ·
Tsjecho-Slowakije ·
Turkije ·
Uruguay ·
Verenigde Staten ·
Wales ·
Wit-Rusland ·
Zuid-Korea ·
Zweden ·
Zwitserland